# سرپور
سرپور (به لاتین: Sreepur) یک منطقهٔ مسکونی در بنگلادش است که در ناحیه قاضی‌پور واقع شده‌است. سرپور ۴۶۵٫۲۴ کیلومتر مربع مساحت و ۳۲۰٬۵۳۰ نفر جمعیت دارد.